# Walter Humala
Walter Humala Lema es un cantautor peruano de música andina y "trova andina", de amplia trayectoria, teniendo como sus temas más reconocidos  "Para Chaska", "La Rosa Roja", "Olvido que nunca llegas", "Camino del cielo", etc.

## Biografía
Walter Humala nació en 1951 en Lima, siendo primo de los hermanos Antauro Humala, Ollanta Humala y Ulises Humala. Realizó sus estudios en Coracora, en el departamento de Ayacucho. Realizó estudios superiores en Lima, trasladándose luego a Chile para estudiar periodismo y antropología en la Universidad de Chile y la Universidad de Concepción. Estando en Chile, el joven estudiante Humala entró en contacto con las obras de Víctor Jara, Violeta Parra, Silvio Rodríguez y Atahualpa Yupanqui y gracias a este encuentro, logró hallar su vocación por el arte y la música. En 1974 retornó a Lima, siendo deportado por la dictadura de Augusto Pinochet, ya que el joven estudiante Humala era dirigente estudiantil en su paso por las universidades chilenas. A su regreso al Perú, retomaría sus estudios de antropología en la Universidad Nacional Mayor de San Marcos. 
En 1977 y con 26 años de edad, inicia su carrera artística de manera profesional, conformando el grupo musical  "Hermanos del Ande", agrupación andina en la que participó la conocida cantante Martina Portocarrero. En 1980, conformó el "Grupo Cultural José María Arguedas", a través de la cual publicaría sus primeros trabajos. En 1982, junto a su hermano Julio, formó el "Dúo José María Arguedas", y es como dúo que logran hacerse de un nombre conocido en la escena de la música andina.
En 1987, los hermanos Humala, gracias a ACF Producciones grabaron su primera producción discográfica llamada "Zorros de arriba", el cual fue presentado en la Casona de San Marcos. Algunos de los temas más conocidos fueron "Olvido que nunca llegas" y "Toro Qatiycha". 
En 1990 lanzó, junto a su hermano, "Cincelando cantos... otra vez", volviendo a tener una producción exitosa. En 1991 inició su carrera de solista lanzando "Cancionero del alba". En 1992, viajó a México, invitado por CLETA (Centro de Libre Experimentación Teatral), un centro cultural dedicado a la lucha popular a través del arte. Esta invitación se hacía a distintos artistas populares de América Latina a fin de conmemorar los 500 años de invasión española. Es así que en 1994 publicó su disco "Cobriza América" y en 1996 lanzó "Alma de zorros" junto a su hermano, el músico Julio Humala. Sería en México que el artista Walter Humala obtendría reconocimientos de organismos internacionales como UNICEF y la UNESCO por su destacable aporte a la difusión de la música latinoamericana y el fortalecimiento de las relaciones culturales.
Entre los años 1995 y 1996 también salen a la luz las producciones Cancionero del Alba y Alma de Zorros, este último, grabado en vivo por el Dúo José María Arguedas, y que salía a la luz cinco años después de su separación oficial.
En 1998, y con Humala preso por persecución política, llega a la escena pública el disco Walter Humala en voces de Wayra. Disco que fue posible realizarse gracias a la solidaridad de artistas como Pedro Arriola, Dolly Príncipe y Mónica Cuadra, quienes, trabajando en conjunto, lograron que los temas escritos por el artista en su celda, pudieran salir a la luz. En este disco se hace notar la influencia política del músico, pues hasta le dedica letras al pensador y político peruano José Carlos Mariátegui.
Luego de salir absuelto de prisión, en 1999, su música daría un vuelco, y pasó del huayno a lo que algunos han denominado como “trova andina”. Esto se expresó en sus discos "Como el Odio de Dios", en clara alusión al poeta César Vallejo y cuyas letras tienen su influencia; y por otro lado, "Rompiendo la noche". Ambos discos tendrían buena recepción, principalmente, en el extranjero. Siendo el tema "Canción de Cuna para Nina" reconocido por la crítica musical especializada de Barcelona, y fue incluida en el disco Tierra Session 05, disco compilatorio de los mejores sonidos del mundo. En el año 2003, vendría “Arguedas, canto y herencia”, el cual es una selección de temas cantados por el mismo José María Arguedas y reinterpretados por María Rosa Salas con el acompañamiento en la guitarra de Walter Humala, bajo el auspicio y la producción del Centro Cultural de la Pontificia Universidad Católica del Perú (PUCP).
En el 2004, junto al Dúo Los Heraldos Negros, Humala grabó el disco “Aroma de retama”, en el cual se encuentra la canción Me duele mi país, ampliamente grabada e interpretada por distintos artistas, y que ha alcanzado su mayor punto de popularidad veinte años después de ser lanzada, al convertirse en uno de los temas que han acompañado las protestas sociales de los años 2023 y 2024 en contra del gobierno de Dina Boluarte. La canción ha sido interpretada y grabada por artistas populares como Gerarda Pacheco, Munaya del Cusco o Gianfranco Bustíos.
En el 2006, lanzó un disco de homenaje al huayno tradicional y lo llamó Tradición en Walter Humala, quien no dejó de ponerle sus toques personales, para darle un vuelco innovador a los ya conocidos sonidos del huayno.

## Controversia
En el año 2011, postuló como candidato al gobierno regional de Ayacucho en el frente denominado JUSTE, en el cual participaba el MOVADEF.  Por su cercanía con dicha agrupación, Humala fue detenido en el Operativo Perseo en el 2014, desplegado por el gobierno de Ollanta Humala. El músico salió libre a los pocos días, y a la fecha, se sigue un proceso judicial por el delito de afiliación a organización terrorista.
Al poco tiempo de salir de la carceleta, el artista lanzó el disco La celda número 5, que es la celda en la que le tocó estar durante los 15 días de ley. En este disco grabó las canciones que compuso estando en prisión por el operativo Perseo. En el año 2019, Humala recibió una condecoración de la congresista Yeni Vilcatoma por su amplia trayectoria musical, sin embargo, esta fue retirada por toda la polémica desatada en relación con el operativo Perseo, y las carcelerías pasadas del músico.
Siendo las polémicas ya parte de la trayectoria musical del artista, el 8 de octubre de 2024, este iba a tener una presentación junto a su hermano Julio Humala, como Dúo José María Arguedas en el Gran Teatro Nacional. El concierto se denominó "Que viva la tradición" y se llevaría a cabo junto a artistas como Diosdado Gaitán Castro , Manuelcha Prado, Julia Illanes, entre otros. A pesar de contar con la aprobación de las autoridades con meses de anticipación; por motivos desconocidos, ambos artistas fueron impedidos de realizar su presentación por la administración del teatro. Lo que generó mucha controversia, pues el público asistente reclamó por lo que ellos asumieron, era censura por parte del teatro y del Ministerio de Cultura en contra de los hermanos Humala. Sin embargo, y siendo evidente las posturas políticas de izquierda de ambos artistas, y en especial de Walter Humala, así como el constante trabajo de ambos apoyando actividades culturales de oposición al régimen de Dina Boluarte, la censura tuvo el efecto contrario, pues fueron muchos los colectivos de artistas, los medios de prensa, escritores y plataformas digitales de YouTube y TikTok que se solidarizaron con el Dúo José María Arguedas. Incluso, los congresistas Susel Paredes y Roberto Sánchez Palomino requirieron al Ministerio de Cultura que brinde las explicaciones del caso, así como el desagravio a los hermanos Humala.[fuente independiente requerida]
Marco Sifuentes describió a Walter Humala como "el músico que se hizo conocido en los años 70 por sus letras rebeldes y comprometidas".  Se puede apreciar la gran repercusión de su música, pues ha sido grabada y reinterpretada por artistas como los hermanos Gaitán Castro, William Luna, Margot Palomino, etc.

## Caso Perseo
En el 2014, el músico fue detenido en el operativo Perseo, quedando libre a los pocos días. Tras diez años desde que se iniciaron las investigaciones, Walter Humala fue sentenciado a 15 años de prisión, en primera instancia. El Presidente de la Sala, el Magistrado Salvador Neyra votó por su absolución, por lo que la situación legal del músico todavía es incierta. 
Se sabe que cuenta con Julio Arbizu y Ronald Gamarra como sus abogados defensores. Ambos abogados tienen una amplia y reconocida trayectoria por la defensa de los derechos humanos en el Perú.
La sentencia del músico ha tenido amplio rechazo de diversos sectores de la sociedad peruana, desde conocidos abogados hasta periodistas, músicos e intelectuales como César Hildebrandt, Juan Manuel Robles, la exmagistrada del Tribunal Constitucional, Marianella Ledesma, José Carlos Agüero, Eduardo González Viaña, Margot Palomino, Rudy Rivera, Edwin Montoya, etc.[fuente independiente requerida]
Los voceros y representantes del músico son su hija, la abogada Nina Humala, y su hermano, el reconocido músico y miembro del Dúo José María Arguedas, Julio Humala.